# Kjell Palander
Kjell Folkeson Palander, född 18 oktober 1910 i Göteborg, död 13 mars 1938 i en tågolycka vid Catania på Sicilien, var en svensk fotograf, journalist och mystiker.
Kjell Palander var son till civilingenjören Folke Wilhelm Palander och bror till Tord Palander. Han var utbildad fotograf men ägnade sig huvudsakligen åt journalistik som medarbetare i publikationer utgivna av Åhlén & Åkerlunds förlags AB. Vintern 1934–1935 uppträdde han i Skåne med parapsykologiska seanser, varvid han gav prov på sin förmåga att till exempel med förbundna ögon läsa text som lades framför honom och att beskriva de personers levnadsomständigheter, med vilka han samtalade. Själv teoretiskt intresserad för de parapsykologiska fenomenen uppträdde han även inför ett vetenskapligt auditorium i Lund. Palanders uppvisningar bidrog till en livlig pressdebatt.